# ミラクル☆トレイン
『ミラクル☆トレイン』は鉄道駅を美麗男子に擬人化した漫画・ライトノベル、およびそこから派生したプロジェクトである。中央線をモチーフにした「中央線版」と都営地下鉄大江戸線をモチーフにした「大江戸線版」が発表されている。
『ミラクル☆トレイン〜大江戸線へようこそ〜』のタイトルで2009年10月から同年12月までテレビアニメが放送された。

## プロジェクト概要
鉄道駅をイメージした男性擬人化で、登場人物のプロフィールにおける生年月日や住所は当該駅のものと同一となっている。彼ら1人1人のキャラクターにはそれぞれの駅のエピソードが反映されているので、それぞれの駅に因んだ知識を高めることができる。なお、擬人化された駅たちは『エキメン』と呼ばれる。
企画の考案者は実業家の有馬あきこで、彼女が集めた女性7人が企画の中心を担っている。キャラクターデザインは甲斐智久が担当。当初3人の候補がいたが、乙女ロードで歩行者にアンケートを取った結果、甲斐智久に決定したという経緯がある。
またテクノバンドSUPER BELL"Zの車掌DJこと野月貴弘も指導運転手（スタッフ）として、プロジェクトに関わっている。

## 中央線版
『ミラクル☆トレイン〜中央線へようこそ〜』のタイトルで、各メディアミックスが進行中。メインキャラクターとして、東京、新宿、中野、吉祥寺、立川の各駅を擬人化した5名が設定されている。
2009年2月28日に公式サイトがオープンし、同年3月2日よりウェブコミック誌『YOMBAN』にてウェブコミックが連載開始された。またノベルも3月16日より『YOMBAN』で連載開始。その後ウェブコミックとノベルは4月23日に公式サイトへと移籍した。作者は.east cafe（シナリオ：青崎純、作画：yucca.の女性ユニット）。なお、ノベルでは話の冒頭にイントロダクションボイスが入っている。またウェブコミックは話に関連した鉄道トリビアが傍らに書かれているので、漫画を読みながら鉄道関連の事柄に詳しくなることが出来る。
2009年4月10日にアニメ化が発表されたが、テレビアニメ化が決定したのは後述の大江戸線版であった。しかし同年8月17日開催のコミックマーケット76初日、『ミラクル☆トレイン』ブースにて「ミラ☆コレ 〜ミラクル☆トレイン アニメDVD&ドラマCDスペシャルコレクション〜」が発売された（追加販売が行なわれていた他、コミックマーケット77でも販売された）。詳細はOVA「ミラ☆コレ」を参照。
大江戸線版が発表されて以降ウェブコミックの連載は途絶えていたが、2009年10月6日に一時復活した。2010年11月5日からは中央線版サイトではなく、ミラクル☆トレイン全般の親サイトにこねり～の作画のコミックが掲載されている。なお、中央線版サイトは公開終了し、掲載作品の再掲載や書籍への収録はなかったので、現在は閲覧できない。

### 登場人物
メインキャラクターの5人は、ウェブコミック・ノベル・OVAの全てに登場する。
東京 零（とうきょう ぜろ）
声 - 吉野裕行
1914年12月20日生まれ、身長175cm、血液型A型。
時間に対して厳格で最年少ながら他のメンバーを呼び捨てにする。読書家でもある。
新宿 慎太郎（しんじゅく しんたろう）
声 - 置鮎龍太郎
1885年3月1日生まれ、身長178cm、血液型A型。
大江戸線版の凛太郎の双子の兄。飄々とした小さいことを気にしない性格で、最もラフな服装をしている。新宿ブラザーズの一員。
中野 陸（なかの りく）
声 - 神谷浩史
1889年4月11日生まれ、身長176cm、血液型O型。
犬が好きでミリタリー関係に詳しいおたく。制服をミリタリー風に改装している。
吉祥寺 拓人（きちじょうじ たくと）
声 - 入野自由
1899年12月30日生まれ、身長170cm、血液型B型。
あまり深く考えないが自然を愛する新人類である。ナルシストの気がある。特技はハーモニカ。
立川 ルネ（たちかわ ルネ）
声 - 宮田幸季
1889年4月11日生まれ、身長180cm、血液型AB型。
おとなしく温厚だがギャンブラーであり、勝負事になると性格が変わる。
八王子（はちおうじ）
ノベルに登場。キャラ絵は設定されていない。小学生くらいの8つ子達で、自分達の事を「王子様」と言っている。
八王子の擬人化だが、それぞれのファーストネームは不明。
荻窪（おぎくぼ）
ノベルに登場。キャラ絵は設定されていない。名字は違うが西荻窪の兄。荻窪ラーメンがある影響で、ラーメンについてはうるさい。
荻窪の擬人化だが、ファーストネームは不明。
西荻窪（にしおぎくぼ）
ノベルに登場。キャラ絵は設定されていない。名字は違うが荻窪の弟。穏やかな性格で、いつも性格に少々問題のある兄をなだめている。
西荻窪の擬人化だが、ファーストネームは不明。

## 大江戸線版
『ミラクル☆トレイン〜大江戸線へようこそ〜』のタイトルで、各メディアミックスが進行中。メインキャラクターとして、都庁前、新宿、六本木、汐留、月島、両国の各駅を擬人化した6名が設定されている。
2009年6月2日に公式サイトがオープンし、ウェブコミックとノベルの連載が開始された。ウェブコミック作画はほづみりや、ノベルテキストは関涼子、星宮えりなが担当。また、6月10日発売のアニメ情報誌『PASH!』（主婦と生活社）2009年7月号よりオールカラー4コマ漫画の連載が開始されている。作者はウェブコミックと同じく、ストーリーを.east cafeが担当し作画をほずみりやが担当。漫画は中央線版と同じく、話に関連した鉄道トリビアが傍らに書かれているので、読みながら鉄道関連の事柄に詳しくなることが出来る。
2009年8月10日にテレビアニメ化が発表され、同年10月から12月にかけてテレビ東京系列他で放送されていた。詳細はテレビアニメ「ミラクル☆トレイン〜大江戸線へようこそ〜」を参照。
2009年9月18日から10月17日の間、実際に大江戸線内でテレビアニメの絵柄がラッピングされた車両が走っていた。また9月29日から10月5日の間には、主要キャラクター達のそれぞれの駅他に巨大な番組宣伝ポスターが貼られていた。その後、12月22日から2010年1月11日にかけて『大江戸線☆モバイルラリー』と題して、主要キャラクター達のそれぞれの駅に巨大な番組宣伝ポスターが貼られていた。
2010年12月に舞台版が上演された。詳細は舞台「ミラクル☆トレイン〜大江戸線へようこそ〜」を参照。

### 登場人物（駅）
メインキャラクターの6人は、漫画・ノベル・テレビアニメの全てに登場する。
都庁 前（とちょう さき）
声 - 杉田智和
1997年12月19日生まれ、身長188cm、血液型A型。
几帳面な性格の眼鏡をかけた青年で、駅たちのリーダー。仲間からは「都庁さん」「都庁（新宿）」「リーダー（両国）」「都庁君（車掌・豊島園）」と呼ばれている。刑事ドラマと家電、そしてマラソンが好きで、他のメンバーにあだ名をつけている。生真面目で何かと規則を持ち出すが、基本的に紳士でメンバーからの信頼は厚い。また、テレビアニメ第8話にて絶叫マシン嫌いが判明している。
都庁前の擬人化で、フルネームもそのまま。
新宿 凛太郎（しんじゅく りんたろう）
声 - 置鮎龍太郎
1997年12月19日生まれ、身長178cm、血液型A型。
中央線版の慎太郎の双子の弟。メインキャラの中では、ただ一人都庁前と同時開業のため、サブリーダー的な存在。兄同様の性格だが、神社が好きという一面がある。女性なら年齢を問わず甘い言葉をかける。よく汐留をからかって遊んでいるが、彼がテレビアニメ第7話でピンチに陥った際は誰より早く駆け寄って「一緒にいてやる」と手を取るなど、彼に目をかけている様子がうかがえる。新宿ブラザーズの一員。
六本木 史（ろっぽんぎ ふみ）
声 - KENN
2000年12月12日生まれ、身長177cm、血液型O型。
テレビアニメにおける主人公的存在。ファッションのレベルが高く爽やかな青年だが、乃木希典を心の師匠とする古風な面もある。ただ、口数がやや少なく、影が薄いと複数名から指摘されている。ノートブックタイプの赤いパソコンを所持しており、パソコンの操作にかなり精通している。報告書の作成以外にも他のメンバーの後方支援や情報収集などもパソコンで行う。また、都営交通の意匠が文字盤に入ったアナログ腕時計を持っている。テレビアニメ第7話に登場した謎の工事中の駅に何か覚えがある模様。夜になると多少性格が変わり新宿と張り合うようになるらしいが、今のところアニメ・ウェブコミック・ノベルいずれにもその描写は無い。
ファーストネームは駅番号（E-23）から。
月島 十六夜（つきしま いざよい）
声 - 小野大輔
2000年12月12日生まれ、身長180cm、血液型AB型。
温厚だがミステリアス。普段は和の風情を愛する物腰柔らかな好青年だが熱い一面も併せ持っており、やるときはやる性格である。好きなものはもんじゃ焼き、レバーフライ、佃煮、煮込み。特にもんじゃ焼きには極度のこだわりを持ち、「普通は一人一日一もんじゃ」と称してミラクル☆トレイン車内に鉄板（規定サイズ内）を持ち込み、もんじゃを焼いて仲間に振舞うほど。
ファーストネームは駅番号（E-16）から。
両国 逸巳（りょうごく いつみ）
声 - 森田成一
2000年12月12日生まれ、身長183cm、血液型O型。
スポーツマンで、人情に厚い熱血漢。江戸時代の時代劇・時代小説、特に忠臣蔵や鬼平犯科帳が好き。言葉遣いも行動も江戸っ子気質であり、メインキャラクターの中では最もケンカっ早い。そのため、テレビアニメ第7話では車掌室のドアを蹴破ろうとして都庁に止められていた。月島とは浴衣姿で一緒に花火を見る仲。また、何にでも七味をかけて食べる辛い物好きである。
ファーストネームは駅番号（E-12）から。
新宿西口 一（しんじゅくにしぐち はじめ）
声 - 羽多野渉
2000年12月12日生まれ、身長175cm、血液型B型。
ウェブコミック第1話及び、テレビアニメ第3話に登場。新宿ブラザーズの一員で、新宿凛太郎のことを兄のように慕っている。
新宿西口の擬人化で、ファーストネームは駅番号（E-01）から。
東新宿 零二（ひがししんじゅく れいじ）
声 - 前野智昭
2000年12月12日生まれ、身長175cm、血液型O型。
ウェブコミック第1話及び、テレビアニメ第3話に登場。新宿ブラザーズの一員で、新宿凛太郎のことを兄のように慕っている。
東新宿の擬人化で、ファーストネームは駅番号（E-02）から。
西新宿五丁目 吹（にししんじゅくごちょうめ ふく）
声 - 鈴木達央
1997年12月19日生まれ、身長176cm、血液型A型。
ウェブコミック第1話及び、テレビアニメ第3話に登場。新宿ブラザーズの一員で、新宿凛太郎のことを兄のように慕っている（生年月日は一緒であるが）。
西新宿五丁目の擬人化で、ファーストネームは駅番号（E-29）から。
飯田橋 麗夢（いいだばし れむ）
声 - 日野聡
2000年12月12日生まれ、身長180cm、血液型O型。
テレビアニメ第8話に登場。男女双子の子持ちで、常に写真を持ち歩いている。また、理系で普段から白衣を着用。
アニメ情報誌『月刊ニュータイプ』の編集部所在地である飯田橋の擬人化で、ファーストネームは駅番号（E-06）から。
豊島園 沙武朗（としまえん さぶろう）
声 - 菅沼久義
1991年12月10日生まれ、身長170cm、血液型AB型。
テレビアニメ第8話に登場。続く第9話でも六本木の回想に登場した。としまえんのことに詳しく、子供好きでズボンやシャツの袖を捲くっているのが特徴。一癖も二癖もある登場人物が多い中、割と常識的な人物像が描かれている。開業したのがまだ大江戸線が都営12号線と呼ばれていた時代であるため、メインキャラクター6人の先輩にあたる。そのため、6人全員が敬語で接する数少ない人物。相手の長所短所を指摘するなど先輩らしい一面を持つ。
制服も12号線当時のカラーリングとなっている。
豊島園の擬人化で、ファーストネームは駅番号（E-36）から。
大門 哲也（だいもん てつや）
声 - 井上和彦
2000年12月12日生まれ、身長186cm、血液型B型。
テレビアニメ第10話に登場。ビジネスマンだが骨董品鑑定士でもあり、幅広い知識を持っている。男に惚れられやすい。
アニメ情報誌『アニメージュ』の編集部所在地である大門の擬人化。
代々木 学（よよぎ がく）
声 - 平川大輔
2000年4月20日生まれ、身長176cm、血液型A型。
現在どの媒体にも未登場。永遠の高校生で常に制服を着用し、勉強に励んでいる優等生。新宿ブラザーズの親戚でもある。
ウェブサイト『とれたて!ほびーちゃんねる』の編集部所在地である代々木の擬人化。
牛込神楽坂 透吾（うしごめかぐらざか とうご）
声 - 遊佐浩二
2000年12月12日生まれ、身長178cm、血液型AB型。
駅のイメージカラーである黄土色の着物を好んで着ており、夏以外はショート丈のインバネスコートを羽織っている。
新潮社などの出版社や印刷会社があり、昔は、夏目漱石や尾崎紅葉、泉鏡花をはじめとする作家や文化人が多く住んでいたため、小説を読むのが好き。また、旺文社や、東京日仏学院があるため、英語や仏語などの外国語にも堪能。仏文学に詳しく、幕張くんととても話があう。
名前の通り、坂があちこちにあるため、かなりの体力保持者。
牛込神楽坂の擬人化。ファーストネームは駅番号（E-05）から。
青山一丁目 縁（あおやまいっちょうめ えにし）
声 - 福山潤
2000年12月12日生まれ、身長175cm、血液型O型。
青山一丁目の擬人化。ファーストネームは駅番号（E-24）から。
麻布十番 双葉（あざぶじゅうばん ふたば）
声 - 下野紘
2000年12月12日生まれ、身長174cm、血液型O型。
麻布十番の擬人化。ファーストネームは駅番号（E-22）から。
赤羽橋 弐人（あかばねばし にひと）
声 - 細谷佳正
2000年12月12日生まれ、身長178cm、血液型AB型。
赤羽橋の擬人化。ファーストネームは駅番号（E-21）から。
汐留 行（しおどめ いく）
声 - 梶裕貴
2002年11月2日生まれ、身長173cm、血液型B型。
ファーストネームは駅番号（E-19）から。
新御徒町 十和（しんおかちまち とわ）
声 - 諏訪部順一
2000年12月12日生まれ、身長178cm、血液型AB型。
新御徒町の擬人化。ファーストネームは駅番号（E-10）から。
築地市場 遠哉（つきじしじょう とおや）
声 - 岡本信彦
2000年12月12日生まれ、身長182cm、血液型O型。
築地市場の擬人化。ファーストネームは駅番号（E-18）から。
勝どき 宙七（かちどき ひろな）
声 - 柿原徹也
2000年12月12日生まれ、身長176cm、血液型O型。
勝どきの擬人化。ファーストネームは駅番号（E-17）から。
新江古田 慧（しんえごた さとし）
1997年12月19日生まれ、身長180cm、血液型B型。
ノベル登場キャラ。
新江古田の擬人化。ファーストネームは駅番号（E-34）から。
中野坂上 未央（なかのさかうえ みおう）
1997年12月19日生まれ、身長176cm、血液型A型。
ノベル登場キャラ。
中野坂上の擬人化。ファーストネームは駅番号（E-30）から。
東中野 雅人（ひがしなかの まさと）
1997年12月19日生まれ、身長177cm、血液型Ab型。
ノベル登場キャラ。
東中野の擬人化。ファーストネームは駅番号（E-31）から。
練馬 駈流（ねりま かける）
1991年12月10日生まれ、身長176cm、血液型A型。
ノベル登場キャラ。大きな目が特徴で、見た目は若い雰囲気。表情が顔に出やすいタイプ。笑ったり怒ったり忙しい。声もかなり大きい。
服装は、ノージャケットだが、ベスト・ネクタイを着用。黒のごつめのブーツを履いている。
スマートフォンを常に携帯し、気になることは即調べるタイプ。
練馬の擬人化。ファーストネームは、練馬の「馬」から光が丘の「丘」までを流れるという意味で名付けられた。
練馬春日町 湊（ねりまかすがちょう みなと）
1991年12月10日生まれ、身長178cm、血液型B型。
ノベル登場キャラ。あまり表情を表に出さないタイプで特に目立つ存在ではない。無口で何を考えているかわからない。
考古学にも関心がある。ちょっと変わった性格。うるさい人が苦手。
尾崎豊が幼少時代をこの街で過ごしたため、音楽が好き。時間があるとギターを奏でている。
練馬春日町の擬人化。ファーストネームは駅番号（E-37）から。
光が丘 春馬（ひかりがおか はるま）
1991年12月10日生まれ、身長180cm、血液型O型。
ノベル登場キャラ。基本的にはいつも笑顔。笑い声が大きい。少し単純な性格。子供が大好きだが、大人のくせにムキになって遊ぶやんちゃ坊主。無邪気な俺様キャラ。
肌は少し日に焼けていて、白い歯が輝く爽やかなスポーツマン。自然が好きでとても明るい性格。
光が丘の擬人化。ファーストネームは、季節を思わせる「春」と練馬の「馬」から名付けられた。
門前仲町 一伍（もんぜんなかちょう いちご）
2000年12月12日生まれ、身長177cm、血液型B型。
ノベル登場キャラ。
門前仲町の擬人化。ファーストネームは駅番号（E-15）から。
若松河田 和臣（わかまつかわだ かずおみ）
2000年12月12日生まれ、身長176cm、血液型A型。
ノベル登場キャラ。
若松河田の擬人化。ファーストネームは駅番号（E-03）から。
牛込柳町 桜士（うしごめやなぎちょう おうじ）
2000年12月12日生まれ、身長179c、血液型A型。
ノベル登場キャラ。
牛込柳町の擬人化。ファーストネームは駅番号（E-04）から。
国立競技場 走（こくりつきょうぎじょう そう）
2000年4月20日生まれ、身長175cm、血液型A型。
舞台版登場キャラ。
国立競技場の擬人化。
清澄白河 十四春（きよすみしらかわ とよはる）
2000年12月12日生まれ、身長176cm、血液型AB型。
舞台版登場キャラ。
清澄白河の擬人化。ファーストネームは駅番号（E-14）から。
本郷三丁目 瑛斗（ほんごうさんちょうめ えいと）
2000年12月12日生まれ、身長179cm、血液型B型。
舞台版登場キャラ。
本郷三丁目の擬人化。ファーストネームは駅番号（E-08）から。
上野御徒町 尾久（うえのおかちまち おく）
2000年12月12日生まれ、身長175cm、血液型B型。
舞台版登場キャラ。
上野御徒町の擬人化。ファーストネームは駅番号（E-09）から。

### 駅以外のメインキャラクター
とくがわ
声 - 石田彰
大江戸線版、中央線版両方に登場する唯一のキャラクターで、ミラクル☆トレインにいつのまにか住み着いたマメシバ。見た目は可愛いが、かなりの毒舌の持ち主で駅達にツッコミを入れている。犬であるため駅たちと会話することができないが、駅たちや乗客の会話等、人間の言葉は理解できる模様。中野からポチと呼ばれていることを気にしている。架空のICカード「noruca」のマスコットキャラでもある。
2009年12月に開催されるコミックマーケット77にて、とくがわが擬人化される予定。
車掌（12号）
声 - 藤原啓治
身長182cm。
テレビアニメに登場。ミラクル☆トレインの車掌で、12号と呼ばれることもある（第7話でどこかと通信をしている際、自らをそう呼んでいた）、駅たちの上司的な立場にある存在。常に制帽と仮面を被っており、素顔は誰も知らない模様。ミラクル☆トレインの乗客は彼が決めている。ちなみに、大江戸線はワンマン運転の為「車掌」はいないはずで、駅たちの疑念の種になっている。
あかり
声 - 酒井香奈子
身長127cm、血液型A型。
テレビアニメに登場。メインキャラクターとしては紅一点。遅刻したり迷ったりと、少しそそっかしい面がある。(とくがわに、「こん中でどうやって迷うんだよぅ！」とつっこまれたこともある。)元々は六本木から乗車したミラクル☆トレインの乗客であったが、乗車と同時に名前以外の一切の記憶を失ってしまったという経歴を持つ謎の少女。『悩みを解決しない限り電車から降りられない』というミラクル☆トレインのルールにより、記憶＝悩みを思い出すまでは降車することも出来なくなってしまった為、電車内でガイドを務めることになった。「ガイド」としては記憶が回復するまでの一時的な処置だった筈が、かなりの長期に渡ってしまい、そのことがミラクル☆トレインの暴走を引き起こす引き金にもなっている。第7話に登場した謎の工事中の駅に、六本木同様何か覚えがある模様。

## ゲストキャラクター
「中央線版のキャラクター」、「大江戸線版のキャラクター」という括りは特に無いゲストキャラクター達。
国際展示場 正門（こくさいてんじじょう まさかど）
声 - 高橋直純
身長178cm、血液型B型。
大江戸線版ウェブコミック第2話に登場。2009年夏にコミックマーケット内で行なわれたイベントで初登場し、その後は何かしらのイベントが行なわれるたびに出現するキャラクターとなっている。明るく勝ち気な性格で、雑学に詳しく最先端の知識がある。
大型イベント会場東京国際展示場の最寄り駅である、国際展示場正門（ゆりかもめ）と国際展示場（りんかい線）の擬人化。
幕張 海（まくはり かい）
声 - 斎賀みつき
身長180cm、血液型O型。
大江戸線版ウェブコミック第2話に登場。2009年夏にキャラホビで行なわれたイベントで初登場し、その後は何かしらのイベントが行なわれるたびに出現するキャラクターとなっている。スポーツ選手の父とフランス人の母を持つ。スポーツ万能でアウトレットモールでの買い物が好き。
大型イベント会場幕張メッセの最寄り駅である、海浜幕張（京葉線）を含む幕張新都心の擬人化。
五反田 ミコト（ごたんだ ミコト）
声 - 保志総一朗
1968年11月15日生まれ、身長165cm、血液型A型。
『アニメディア』2009年10月号に登場。双子の妹メガミがいる。心は永遠の中学生だが、見た目は童顔高校生。昼は学校へ行き、夜は焼き鳥屋でバイトをしている。
アニメ情報誌『アニメディア』の編集部所在地である五反田（都営浅草線）の擬人化。
五反田 メガミ（ごたんだ メガミ）
声 - 水橋かおり
1968年11月15日生まれ、身長167cm、血液型AB型。
現在どの媒体にも未登場。双子の兄ミコトがいる。アニメ情報誌『メガミマガジン』でグラビアアイドルをしている。最近、メイド喫茶のバイトも始めた。
『メガミマガジン』の編集部所在地である五反田（都営浅草線）の擬人化。駅の擬人化では、現在唯一の女性キャラクター。
新宿三丁目（しんじゅくさんちょうめ）
大江戸線版ウェブコミック第1話に1コマのみ登場。新宿駅都営ファミリーとして一括りにされたため登場した。
新宿三丁目（都営新宿線）の擬人化だが、ファーストネームは不明。
池袋 太陽（いけぶくろ たいよう）
声 - 櫻井孝宏
身長184cm、血液型O型。
東京の三大副都心のひとつ池袋の擬人化。

## 大江戸線版『ミラクル☆トレイン』の仕様
大江戸線の各駅が乗車している電車。外観は通常の大江戸線の電車と同じく、12-000形の4次車を採用している。しかし内観は1次車を採用している。これは1次車好きな車掌（12号）が、4次車の内装を改造しているためである。先頭車両は1両丸ごと車掌室になっており、車掌（12号）ととくがわと六本木と月島以外その内部を知る者はいない。しかしテレビアニメ第7話において車掌（12号）がバスローブ姿で車掌室から出てきたことから、風呂があるらしいという事だけは分かっている。さらに同最終話において六本木と月島が車掌室に入ったシーンがある
悩みを持った淑女が乗り込んだ場合、その悩みが解決されない限り降りることが出来ない（これは誤って男性が乗車した場合も同様）。しかし駅達と一緒ならば、降りて実際の駅周辺を散策することも可能である。その後、悩みが解決されて1人で降車する際に乗客は自動的に乗車したときの時間に戻される。すなわち通勤途中など急いでいる乗客でも時間をかけて悩みを解決することができる。「一生に一度会えるか会えないか」と言うほどに珍しい電車であり、それが奇跡の電車と言われる所以である。
なお、「ミラクル☆トレインに遭遇した」などの言動を他人の前で行なう事は車掌（12号）によって固く禁じられている。

## OVA「ミラ☆コレ」
「ミラ☆コレ 〜ミラクル☆トレイン アニメDVD&ドラマCDスペシャルコレクション〜」として、2009年8月17日にコミックマーケット76の企業ブースで発売された。イントロダクションアニメDVDとドラマCDがセットになっている。
このイントロダクションアニメDVDは約1分間ではあるが中央線版のアニメ化であり、アニメーションスタッフはテレビアニメ版とは多少異なっている。なおドラマCDはイントロダクションアニメDVDの続きになっている。キャストは中央線版の各メインキャラクター。
スタッフ
- アニメーション監督 - つなきあき
- キャラクター原案 - 甲斐智久

## テレビアニメ「ミラクル☆トレイン〜大江戸線へようこそ〜」
大江戸線版のアニメ化作品。2009年10月から同年12月までテレビ東京、テレビ愛知、テレビ大阪他にて放送された。ウェブコミックでは擬人化された駅達しか登場しないが、テレビアニメではほぼ毎回ゲストの女性キャラクターが登場する。このゲストキャラクター達の悩みを解決するという、オムニバス形式で話は進行する。

### あらすじ
都市伝説『ミラクル☆トレイン』。東京の地下鉄には、出会えた者にきっと幸せが訪れる、奇跡の電車が存在するという。
1人の淑女が改札を通ると、表示されたのは「Welcome to the Miracle☆Train」の文字。気付かずに乗り込むと、そこには他の乗客が存在しない異空間が広がっていた。不思議がる彼女に、話しかける6人の男子達。
「ようこそ!ミラクル☆トレインへ」
何と彼女は出会ってしまったのだ、奇跡の電車に。
悩みを抱える淑女しか出会うことの出来ないその電車には、美麗な6人の男子達が乗っていた。
そう、6人の駅達が―――

### スタッフ
- 原作 - ミラクル☆トレイン制作プロジェクト
- 監督 - カサヰケンイチ
- 助監督 - 木村延景
- シリーズ構成 - 加藤陽一
- キャラクター原案 - 甲斐智久
- アニメーションキャラクターデザイン・総作画監督 - つなきあき
- 美術監督 - 柴田千佳子
- 色彩設計 - 谷本千絵
- 撮影監督 - 松崎信也
- 編集 - 西山茂
- 音楽 - 加藤達也
- 音響監督 - 渡辺淳
- エグゼクティブプロデューサー - 勝股英夫、有馬あきこ
- プロデューサー - 増島由美子、和田慎之介、斎藤滋
- アニメーションプロデューサー - 後藤史臣
- アニメーション制作 - ゆめ太カンパニー
- 製作 - 「ミラクル☆トレイン」製作委員会[6]（アニプレックス、テレビ東京、ランティス、TYOアニメーションズ、ダックスプロダクション、クリアキューブ）

### 主題歌
オープニングテーマ「montage」
作詞 - こだまさおり / 作曲 - 俊龍 / 編曲 - Tom-H@ck / 歌 - 六本木史、新宿凛太郎、汐留行、両国逸巳（KENN、置鮎龍太郎、梶裕貴、森田成一）（ランティス/GloryHeaven）
エンディングテーマ「STORIES」
作詞・萩原慎太郎 / 作曲 - 萩原慎太郎、佐々木聡作 / 編曲 - 佐々木聡作 / 歌 - 喜多修平（ランティス/GloryHeaven）

### OP・EDリスト
| 使用話数                   | 使用曲                     | 絵コンテ                   | 演出                       | 作画監督                   |                            |
| オープニングアニメーション | オープニングアニメーション | オープニングアニメーション | オープニングアニメーション | オープニングアニメーション | オープニングアニメーション |
| -------------------------- | -------------------------- | -------------------------- | -------------------------- | -------------------------- | -------------------------- |
| 第1話-                     | montage                    | 木村延景                   | 木村延景                   | つなきあき                 |                            |
| エンディングアニメーション |                            |                            |                            |                            |                            |
| 第1話-                     | STORIES                    | 木村延景                   | 木村延景                   | つなきあき                 |                            |

### 各話リスト
放送日はテレビ東京に準拠する
| 話数       | サブタイトル                          | 脚本       | 絵コンテ       | 演出       | 作画監督                            | 相談者 （ゲスト声優）  | 放送日         |
| ---------- | ------------------------------------- | ---------- | -------------- | ---------- | ----------------------------------- | ---------------------- | -------------- |
| Episode 1  | ラビリンス42.3                        | 加藤陽一   | カサヰケンイチ | 木村延景   | 手島典子 高原修司                   | 千夏（内田彩）         | 2009年 10月4日 |
| Episode 2  | パスポートをあなたに                  | 加藤陽一   | 武蔵境考       | 水本葉月   | 徳田夢之介                          | 麻衣（渕上舞）         | 10月11日       |
| Episode 3  | 十三万人の旅立ち                      | 山田由香   | 柳瀬雄之       | 高橋英俊   | 高澤美佳 飯飼一幸                   | みち（砂倉加奈子）     | 10月18日       |
| Episode 4  | 未来発 過去行き                       | 山田由香   | 前島健一       | 前島健一   | 石田愛美 島田ひであき               | 未来（名塚佳織）       | 10月25日       |
| Episode 5  | 恋の0哩標識（マイル・マーカー・ゼロ） | 大知慶一郎 | 伊藤真朱       | 篠幸裕     | 手島典子 梅村朋未                   | 倫子（仙台エリ）       | 11月1日        |
| Episode 6  | レールウェイ フロム 月島              | 大知慶一郎 | 井硲清高       | 藏本穂高   | 田畑昭 及川博史                     | 姫乃（本多陽子）       | 11月8日        |
| Episode 7  | 大江戸ミステリー☆トレイン             | 加藤陽一   | カサヰケンイチ | 木村延景   | 高原修司 安田京弘 富山大輔          | お婆さん（宇良由香子） | 11月15日       |
| Episode 8  | 小さなお客様                          | 高橋ナツコ | 東海林真一     | 東海林真一 | 徳田夢之介                          | 愛梨（こやまきみこ）   | 11月22日       |
| Episode 9  | 男達のミラクル☆トレイン               | 山田由香   | 柳瀬雄之       | 高橋英俊   | 飯飼一幸 柳瀬雄之 高澤美佳          | 桜庭啓太（保村真）     | 11月29日       |
| Episode 10 | 大江戸線にほえろ!                     | 大知慶一郎 | 加瀬充子       | 篠幸裕     | 手島典子 高原修司 梅村朋未          | 小暮真琴（小清水亜美） | 12月6日        |
| Episode 11 | 3年後のプロポーズ                     | 高橋ナツコ | 井硲清高       | 安藤貴史   | 田畑昭 澤田譲治 沼津雅人            | 真夕（岡田栄美）       | 12月13日       |
| Episode 12 | もうひとりの乗客                      | 加藤陽一   | カサヰケンイチ | 前島健一   | 石田愛美                            | あかり（酒井香奈子）   | 12月20日       |
| Episode 13 | 聖夜の軌跡                            | 加藤陽一   | カサヰケンイチ | 木村延景   | 手島典子 梅村朋未 高原修司 安田京弘 | あかり（酒井香奈子）   | 12月27日       |

### 放送局
| 放送地域   | 放送局                          | 放送期間                                     | 放送日時                       | 系列           | 備考                           |
| ---------- | ------------------------------- | -------------------------------------------- | ------------------------------ | -------------- | ------------------------------ |
| 関東広域圏 | テレビ東京                      | 2009年10月4日 - 12月27日                     | 日曜 26:00 - 26:30             | テレビ東京系列 | エンドカードなし               |
| 愛知県     | テレビ愛知                      | 2009年10月8日 - 12月29日                     | 木曜 26:28 - 26:58             | テレビ東京系列 |                                |
| 大阪府     | テレビ大阪                      | 2009年10月9日 - 2010年1月8日                 | 金曜 27:05 - 27:35             | テレビ東京系列 |                                |
| 日本全域   | AT-X                            | 2009年10月16日 - 2010年1月8日                | 金曜 8:00 - 8:30               | CS放送         | リピートあり                   |
| 日本全域   | アニメワン                      | 2009年10月10日 - 2010年1月9日                | 土曜 12:00更新                 | ネット配信     | パソコン向け配信 1週間限定無料 |
| 日本全域   | バンダイチャンネル・ アニメモビ | 2009年10月19日 - 2010年1月11日月曜 12:00更新 | 携帯電話向け配信 1週間限定無料 | ネット配信     |                                |
| 東京都     | TOKYO MX                        | 2010年7月8日 - 9月30日                       | 木曜 24:00 - 24:30             | 独立局         | E!TV枠 / 実質再放送            |

| テレビ東京 日曜26:00 - 26:30枠    | テレビ東京 日曜26:00 - 26:30枠                      | テレビ東京 日曜26:00 - 26:30枠                  |
| 前番組                            | 番組名                                              | 次番組                                          |
| --------------------------------- | --------------------------------------------------- | ----------------------------------------------- |
| 咲-Saki- （ここまでTXN6局ネット） | ミラクル☆トレイン 〜大江戸線へようこそ〜            | 深・ケロロ軍曹 （傑作選・以降関東ローカル）     |
| TOKYO MX 木曜24:00 - 24:30 E!TV枠 |                                                     |                                                 |
| かんなぎ （再放送）               | ミラクル☆トレイン 〜大江戸線へようこそ〜 （再放送） | 新世紀ネタキング決定戦 【ここのみバラエティ枠】 |

### グッズ
2009年11月以降、ランティスよりキャラクターソングが発売される他、キューティーズより女性用ビキニショーツが数種類発売される予定。
なお、プロジェクトでは唯一JR東日本と東京都交通局から商品化の許諾を得ている。

## Webラジオ「ミラクル☆トレインラジオ〜車掌室へようこそ〜」
2009年10月5日より、テレビアニメ公式サイトにて配信が開始された。パーソナリティは六本木史役のKENNと車掌役の藤原啓治。なお、過去配信は3回分までとなっている。ちなみに、SUPER BELL"Zがパーソナリティを勤めているネットラジオ「鉄音アワー」と同様に番組を列車に見立てて配信している。
大江戸線クイズ、鉄子の部屋、フツオタの3コーナーの3つで構成されている。放送時間は30分。ただし最終回のみ55分。大江戸線沿線のグルメを競い2人がクイズ対決をする。鉄子の部屋では淑女、時々紳士の悩み相談、フツオタでは主にアニメの宣伝や投稿者からのアニメの感想などの放送を行っている。なお、最終回のみアニメイト横浜店にて公開録音された。
| 回       | 大江戸線クイズの商品           | ゲスト                                            | 放送日         |
| -------- | ------------------------------ | ------------------------------------------------- | -------------- |
| 第1回    | 肉まん                         | -                                                 | 2009年 10月5日 |
| 第2回    | トシヨロイヅカのシュークリーム | -                                                 | 10月10日       |
| 第3回    | ビーフカレー5辛                | -                                                 | 10月17日       |
| 第4回    | 花園饅頭                       | -                                                 | 10月24日       |
| 第5回    | 土俵俵あられ                   | 置鮎龍太郎（新宿凛太郎役）                        | 10月31日       |
| 第6回    | 抹茶ゼリー                     | 置鮎龍太郎（新宿凛太郎役）                        | 11月7日        |
| 第7回    | メロンパン                     | 喜多修平（エンディングテーマ担当）                | 11月14日       |
| 第8回    | ホットク                       | 杉田智和（都庁前役）                              | 11月21日       |
| 第9回    | うな重                         | 杉田智和（都庁前役）                              | 11月29日       |
| 第10回   | ナンカレー                     | 梶裕貴（汐留行役）                                | 12月5日        |
| 第11回   | 焼きそば                       | 梶裕貴（汐留行役）                                | 12月12日       |
| 第12回   | たい焼き                       | -                                                 | 12月19日       |
| 第13回   | ほうれん草チーズベーグル       | -                                                 | 12月26日       |
| 第14回   | キッシュ                       | -                                                 | 2010年 1月2日  |
| 第15回   | 団子                           | -                                                 | 1月9日         |
| 第16回   | カレーパン                     | 森田成一（両国逸巳役）                            | 1月16日        |
| 第17回   | カステラプリン                 | 森田成一（両国逸巳役）                            | 1月23日        |
| ラジオCD | 特製ドリンク                   | 杉田智和（都庁前役） 小野大輔（月島十六夜役）     | 1月27日発売    |
| 第18回   | 練馬大根まんじゅう             | -                                                 | 1月30日        |
| 第19回   | イタリアンジェラード           | -                                                 | 2月5日         |
| 第20回   | 玉子焼き                       | 石田彰（とくがわ役）                              | 2月13日        |
| 第21回   | あんみつ                       | 石田彰（とくがわ役）                              | 2月20日        |
| 第22回   | チーズフォカッチャ             | 酒井香奈子（あかり役）                            | 2月27日        |
| 第23回   | 甘食                           | 酒井香奈子（あかり役）                            | 3月6日         |
| 第24回   | 人形焼                         | -                                                 | 3月20日        |
| 第25回   | 菜の花の漬物                   | -                                                 | 4月3日         |
| 第26回   | 柿ピー                         | -                                                 | 4月17日        |
| 第27回   | 柏餅                           | -                                                 | 5月1日         |
| 第28回   | コーヒーガレット               | -                                                 | 5月15日        |
| 第29回   | 光が丘ロール                   | -                                                 | 5月29日        |
| 第30回   | シュウマイ                     | 置鮎龍太郎（新宿凛太郎役） 森田成一（両国逸巳役） | 6月12日        |

## 舞台
公演リスト
舞台版『ミラクル☆トレイン〜大江戸線へようこそ〜』
2010年12月8日から15日にかけて全労済ホールスペース・ゼロにて全12公演が行われた。
舞台版『ミラクル☆トレイン〜大江戸線へようこそ〜』2nd approach
2012年4月13日から22日にかけて全労済ホールスペース・ゼロにて全15公演が行われた。
『夜のミラクル☆トレイン〜大江戸線へようこそ〜 Sweet Dream Express』
2012年12月28日から30日にかけて新宿FACEにて全6公演が行われた。
キャスト
- 六本木史 - KENN（1〜3）
- 新宿凜太郎 - 渡辺大輔（1〜3）
- 都庁前 - 吉田友一（1、2）
- 月島十六夜 - 杉浦功兼（1、2）
- 汐留行 - 植田圭輔（1〜3）
- 両国逸巳 - 大山真志（1、3）
- とくがわ - 田口治（1、2）
- 車掌 - 汐崎アイル（1〜3）
- お六 - 小野麻亜矢（1）
- 六花 - 長谷川愛（1）
- 国立競技場走・駕籠屋の日本橋 - 中代雄樹（1、2）
- 清澄白河十四春・駕籠屋の内藤新宿 - 佐久本貴史（1）
- 六樹 - 三上俊（2）
- 七智 - 玉城裕規（2）
- 六桜 - 吉田怜菜（2）
- 飯田橋麗夢 - 成松慶彦（2）
- 本郷三丁目瑛斗 - 塩川渉（2）
- 上野御徒町尾久 - 宮寺貴也 （2）
- 擬人化とくがわ - 太田基裕（3）
- 牛込神楽坂透吾 - 藤原祐規（3）

スタッフ
- 原作 - ミラクル☆トレイン制作プロジェクト
- 脚本 - 加藤陽一
- 脚色・演出 - 奥村直義（BQMAP）

## コラボレート
ミラクル☆トレインのアバター衣装がYahoo!アバター、ちぷやタウンといったコミュニティにて利用することができている。